# Fredrik Stenbock
Fredrik Stenbock, född 22 mars 1607, död 29 juli 1652 i Stockholm, var en svensk greve i adelsätten Stenbock, hovrättspresident, riksråd och militär, son till Gustav Eriksson Stenbock. Vid faderns död 1629 blev han huvudman för ätten. Han var far till Johan Gabriel Stenbock och Maria Elisabeth Stenbock.

## Biografi
Han blev den förste att bära namnet Fredrik inom den svenska adeln. Namnet fanns i mormoderns hertigsläkt där en Fredrik stupat i svensk tjänst i slaget vid Kirkholm 1605. Stenbock skrevs in som student vid Uppsala universitet 1621.Det har ej kunnat verifieras att han var kammarherre hos Gustav II Adolf, i sitt grevebrev uppges han ha tjänstgjort i hans majestäts "cammer". Våren 1627 blev Fredrik i berusat tillstånd vid Dirschau nedslagen från sin häst och tillfångatagen av polackerna. Han blev ryttmästare vid Smålands ryttare 1628 och överste 1631. Stenbock deltog i det polska, preussiska och tyska krigen. I slaget vid Lützen den 6 november 1632 blev han skjuten i benet och så svårt sårad under striderna med Piccolomini att han blev oförmögen att leda sina skvadroner; vilket ledde till att kungen övertog befälet och stupade. Stenbock bar blodfanan i likprocessionen för Gustav II Adolf 1634. Han gifte sig senare samma år på slottet Tre Kronor i Stockholm med friherrinnan Catharina De la Gardie (1616–1680), dotter till riksrådet och ståthållaren Johan De la Gardie.
1641 utnämndes han till överste vid Adelsfanan och inbröt 1644 från Småland i Halland, som han för svensk räkning intog. Stenbock blev riksråd och hovrättsråd i Svea hovrätt 1645. Han var president i Göta hovrätt 1648–1651. 1650 blev han lagman i Tiohärads lagsaga. 1651 upphöjdes han i grevligt stånd med grevskapet Bogesund (nu Ulricehamn) med underlydande i Västergötland. 
Fredrik Stenbock begravdes i Riddarholmskyrkan i Stockholm. 1668 flyttades kvarlevorna till Uppsala domkyrka.

### Egendom
Stenbock var greve till Bogesunds slott, friherre till Kronobäck och Öresten, herre till Torpa stenhus, Kungslena, Lönnarp, Lindholmens gård i Orkesta socken och Sjö slott, med flera.

### Familj
Stenbock gifte sig 24 november 1634 på Stockholms slott med friherrinnan Catharina De la Gardie (1616–1680), dotter till riksrådet, friherre Johan De la Gardie och friherrinnan Catharina Oxenstierna. De fick tillsammans barnen Gustaf Fredrik Stenbock (1637–1647), Johan Erik Stenbock (1639–1639), riksmarskalken, riksrådet Johan Gabriel Stenbock (1640–1705), hovmästarinnan Maria Elisabeth Stenbock (död 1693) som var gift med landshövdingen, greve Axel Lillie och Erik Svante Stenbock (1642–1642).